# 杜俊民
杜 俊民（と しゅんみん、 宝暦4年（1754年） – 文政3年 8月23日（1820年9月29日））は、江戸時代中期から後期の日本の篆刻家である。
本姓は森嶋氏。字は用章、号に石斎・南畝等がある。通称嘉四郎または千吾。伊勢の人。

## 略伝
伊勢相可金剛坂（現在の三重県多気郡明和町）の豪家に生まれる。篆刻は高芙蓉の門。源惟良が編集した『芙蓉山房私印譜』にその印影が掲載されている。
随筆に『印道諸家確論』があり、印譜に『杜俊民輯印譜』・『石斎印譜』2巻がある。享年67。